# Dãy núi Sobaek

Vị trí dãy núi Sobaek

Dãy núi Sobaek nằm cắt qua miền nam bán đảo Triều Tiên. Sobaek tách ra khỏi dãy núi Taebaek và hướng về phía tây nam qua phần trung tâm phía nam bán đảo. Dãy núi Sobaek theo truyền thống được coi là kéo dài về phía tây nam cho đến Jirisan, cũng là nơi có đỉnh cao nhất của dãy núi. Các ngọn núi khác trong dãy núi bao gồm Songnisan, Joryeongsan, Gayasan, Woraksan, và bản thân núi Sobaek. Các đỉnh núi của dãy Sobaek thường cao trên 1000 m mét so với mực nước biển.
Dãy núi Sobaek Mountains tạo thành nửa phía nam của Baekdudaegan, "xương sống" của Triều Tiên. Đây là ranh giới tự nhiên giữa hai vùng Honam và Yeongnam.